# 1530
1530 (MDXXX) je bilo navadno leto, ki se je po julijanskem koledarju začelo na soboto.

## Dogodki
- 1. januar

## Rojstva
- 25. avgust - Ivan IV. Vasiljevič Grozni, ruski car († 1584)

Neznan datum
- Hasan Paša Predojević, beglerbeg Bosanskega pašaluka († 1593)
- Jean Bodin, francoski pravnik, filozof  († 1596)
- Jean Nicot, francoski diplomat, učenjak († 1600)

## Smrti
- 29. november - Thomas Wolsey, angleški rimskokatoliški kardinal (* 1471)